# Северотатарский сельсовет
Северотатарский сельсовет — сельское поселение в Татарском районе Новосибирской области Российской Федерации.
Административный центр — село Северотатарское.

## История
Статус и границы сельского поселения установлены Законом Новосибирской области от 2 июня 2004 года № 200-ОЗ «О статусе и границах муниципальных образований Новосибирской области»

## Население
| 2002  | 2010  | 2012  | 2013  | 2014  | 2015  | 2016  |
| ----- | ----- | ----- | ----- | ----- | ----- | ----- |
| 1749  | ↘1526 | ↘1509 | ↘1506 | ↘1486 | ↗1497 | →1497 |
| 2017  | 2018  | 2019  | 2020  | 2021  |       |       |
| ↗1499 | ↘1485 | ↗1503 | ↘1476 | ↘1467 |       |       |

## Состав сельского поселения
| № | Населённый пункт | Тип населённого пункта       | Население |
| - | ---------------- | ---------------------------- | --------- |
| 1 | Ваховский        | посёлок                      | ↘69       |
| 2 | Первомихайловка  | деревня                      | ↘263      |
| 3 | Рождественка     | деревня                      | ↘315      |
| 4 | Северотатарское  | село, административный центр | ↘829      |
| 5 | Чернышевский     | посёлок                      | ↘50       |